# Alexandra Skočilenková
Alexandra Jurijevna Skočilenková (rusky Александра Юрьевна Скочиленко; 13. září 1990, Leningrad), známá také jako Saša Skočilenková, je ruská umělkyně a hudebnice.
V roce 2023 byla za šíření „nepravdivých informací“ o ruských ozbrojených silách odsouzena k sedmi letům vězení. Dne 1. srpna 2024 byla v rámci výměny vězňů mezi Ruskem a Západem propuštěna na svobodu. 

## Život
Skočilenková je absolventkou Petrohradské státní univerzity. Je autorkou Knihy o depresi (2014), která pomohla destigmatizovat problémy duševního zdraví v Rusku.

### Ruská invaze na Ukrajinu
Dne 24. února 2022, v den zahájení ruské invaze na Ukrajinu, se zúčastnila protestu proti válce. Dostala pokutu 10 000 rublů.
Dne 31. března byla zatčena za to, že na místa cenovky u zboží umístila letáky, které obsahovaly mj. informace o dění v ukrajinském Mariupolu. Na Skočilenkovou si podle BBC stěžovala důchodkyně, kterou letáky rozčilily. V dubnu 2022 Skočilenkovou zatkla policie, byla obviněna z šíření „nepravdivých informací“ o ruských ozbrojených silách. V prosinci téhož roku s ní byl zahájen soud; hrozilo jí deset let vězení.
Organizace, které hájí lidská práva, vyjádřily obavy ohledně podmínek jejího zadržování. Skočilenková má totiž celiakii, a potřebuje tedy bezlepkovou dietu. Od doby zatčení výrazně zhubla.
Dne 16. listopadu 2023 byla v Petrohradě odsouzena k sedmi letům vězení.
Dne 1. srpna 2024 byla v rámci výměny vězňů mezi Ruskem a Západem propuštěna na svobodu. S dalšími 12 propuštěnými, mezi nimiž byli ruští opozičníci Vladimir Kara-Murza a Ilja Jašin nebo několik spolupracovníků někdejšího opozičního předáka Alexeje Navalného, odletěla do Německa, kde je přivítal kancléř Olaf Scholz.

## Osobní život
Alexandra Skočilenková je lesba, jež žije s farmaceutkou Sonja (Соня) již pět let.

## Dílo
- Kniha o depresi (книга о Депрессии); komiks, přeloženo do angličtiny (The Book of Depression) a ukrajinštiny
- Nikdo mě nikdy nemiloval (Меня никогда не любили)[6]